# Albert VII de Mecklembourg-Güstrow
Pour les articles homonymes, voir Albert VII.
Albert VII le Beau de Mecklembourg-Güstrow, (en allemand : Albrecht VII der Schöne von Mecklenburg-Güstrow), né le 25 juillet 1486 et mort le 7 janvier 1547.
Il fut duc de Mecklembourg-Güstrow de 1503 à 1547.

## Famille
Fils de Magnus II de Mecklembourg et de Sophie de Poméranie-Wolgast.

### Mariage et descendance
Le 27 janvier 1524, Albert VII de Mecklembourg-Güstrow épousa Anne de Brandebourg (1507-1567) (1507-1567), (fille de l'électeur Joachim Ier Nestor de Brandebourg)
Dix enfants sont nés de cette union :
- Magnus de Mecklembourg-Güstrow (1524-1524)
- Jean-Albert Ier de Mecklembourg-Schwerin, duc de Mecklembourg-Schwerin
- Ulrich de Mecklembourg-Güstrow (1528-1592), duc de Mecklembourg-Güstrow de 1555 à 1592, duc de Mecklembourg de 1592 à 1603. En 1556, il épousa Élisabeth de Danemark, (fille de Frédéric Ier de Danemark), veuf, il épousa en 1588 Anne de Poméranie-Wolgast (†1626), (fille de duc Philippe de Poméranie-Wolgast (un enfant)
- Georges de Mecklembourg-Güstrow (1529-1587)
- Anne de Mecklembourg-Güstrow (en) (1533-1602) épouse Gotthard Kettler
- Christophe de Mecklembourg-Gadebusch (en) (1537-1592)
- Sophie de Mecklembourg-Güstrow (1538-1538)
- Charles Ier de Mecklembourg-Güstrow (1540-1610), duc de Mecklembourg-Güstrow de 1603 à 1610

## Biographie
Après le décès de son père (1441-1503), Albert VII de Mecklembourg-Güstrow régna conjointement avec son oncle Balthazar de Mecklembourg-Schwerin (1451-1507), ses frères Henri V de Mecklembourg-Schwerin (1479-1552) et Éric II de Mecklembourg (1483-1508). À la suite de l'acte de succession dit Brandebourgeois rédigé le 7 mai 1520, Albert VII reçut une partie du duché de Güstrow.

### Succession au trône du Danemark et de Suède
Des ascendants royaux scandinaves figurants parmi la lignée de Mecklembourg, Albert VII se déclara héritier de la lignée royale scandinave. En 1523, date de l'accession au trône de Christian III de Danemark, Albert VII contesta cette succession et réclama le trône danois. Au cours de la guerre du comte Christophe d'Oldenbourg, Albert VII s'allia aux troupes de Lübeck, cette dernière lui offrant la couronne royale danoise. Christian III du Danemark parvint cependant à conserver son trône. Le 8 avril 1535, Christian III du Danemark mit le siège devant Copenhague occupée par Albert VII de Mecklembourg-Güstrow et Christophe d'Oldenbourg. Le 29 juillet 1536, Albert VII capitula et renonça à ses exigences. En 1543, Albert VII de Mecklembourg-Güstrow réclama vainement la couronne suédoise. Ses efforts visant à soutenir la révolte paysanne dans le Småland furent rejetées (1542-1543)
Au Mecklembourg, Albert VII de Mecklembourg-Güstrow s'opposa en vain à la Réforme luthérienne.

## Généalogie
Albert VII de Mecklembourg-Güstrow appartient à la première branche de la Maison de Mecklembourg.

## Source
- Jiří Louda et Michael Maclagan Les dynasties d'Europe, Bordas 1995,  (ISBN 2-04-027115-5) « Meklembourg Apercu général » Tableau 111 p. 220.